# Campeonato Italiano de Rugby 1989-90
El Campeonato de Rugby de Italia de 1989-90 fue la sexagésima edición de la primera división del rugby de Italia.

## Sistema de disputa
El torneo se desarrolló en dos etapas, una fase regular en la cual los equipos disputaron encuentros en condición de local y de visitante frente a cada uno de sus rivales.
Luego se disputó una etapa de eliminación directa, en la cual los primeros seis equipos de la fase regular clasifican a los cuartos de final, mientras que el campeón y subcampeón de la Serie B clasifican ocupando los dos lugares restantes.
Los últimos dos equipos descienden directamente a la Serie B.

## Desarrollo
- Tabla de posiciones:[1]

| Pos. | Equipo           | Encuentros | Encuentros | Encuentros | Encuentros | Tantos | Tantos | Tantos | Puntos |
| Pos. | Equipo           | PJ         | PG         | PE         | PP         | F      | C      | Dif    | Puntos |
| ---- | ---------------- | ---------- | ---------- | ---------- | ---------- | ------ | ------ | ------ | ------ |
| 1.º  | Benetton Treviso | 22         | 17         | 2          | 3          | 730    | 290    | +440   | 36     |
| 2.º  | Rugby Rovigo     | 22         | 17         | 1          | 4          | 667    | 294    | +373   | 35     |
| 3.º  | Amatori Milano   | 22         | 16         | 2          | 4          | 708    | 291    | +417   | 34     |
| 4.º  | L'Aquila Rugby   | 22         | 16         | 0          | 6          | 647    | 361    | +286   | 32     |
| 5.º  | San Donà         | 22         | 12         | 3          | 7          | 473    | 436    | +37    | 25     |
| 6.º  | Livorno Rugby    | 22         | 10         | 1          | 11         | 359    | 546    | -187   | 21     |
| 7.º  | Petrarca Padova  | 22         | 7          | 1          | 14         | 400    | 363    | +37    | 15     |
| 8.º  | Rugby Parma      | 22         | 7          | 1          | 14         | 301    | 519    | -218   | 15     |
| 9.º  | Rugby Calvisano  | 22         | 7          | 0          | 15         | 307    | 556    | -249   | 14     |
| 10.º | Amatori Catania  | 22         | 7          | 0          | 15         | 279    | 561    | -282   | 14     |
| 11.º | Rugby Brescia    | 22         | 6          | 1          | 15         | 299    | 631    | -332   | 13     |
| 12.º | CUS Roma         | 22         | 3          | 2          | 17         | 285    | 607    | -322   | 8      |

|  | Clasificado a cuartos de final. |
|  | Descendido a la Serie B.        |

### Cuartos de final
Se incorporan los equipos Noceto y Tarvisium, clasificados desde la Serie B.
| Equipo 1         | Equipo 2  | Ida   | Vuelta |
| ---------------- | --------- | ----- | ------ |
| Benetton Treviso | Noceto    | 92-0  | 37-10  |
| L'Aquila Rugby   | San Donà  | 22-24 | 18-25  |
| Amatori Milano   | Livorno   | 58-0  | 34-10  |
| Rugby Rovigo     | Tarvisium | 48-15 | 39-9   |

### Semifinales
| Equipo 1         | Equipo 2       | Ida   | Vuelta | Desempate |
| ---------------- | -------------- | ----- | ------ | --------- |
| Rugby Rovigo     | Amatori Milano | 38-16 | 7-45   | 16-12     |
| Benetton Treviso | San Donà       | 30-0  | 10-18  | 18-3      |

### Final
| 28 de mayo de 1990 | Rugby Rovigo | 18 - 9 | Benetton Treviso |  |  |

| Bandera de Italia    |
| Campeón Rugby Rovigo |
| Décimo primer título |